# Noctilio albiventris
Il pipistrello pescatore minore (Noctilio albiventris  Desmarest, 1818) è un pipistrello della famiglia dei Nottilionidi diffuso nel Continente americano.

## Descrizione

### Dimensioni
Pipistrello di medie dimensioni, con la lunghezza della testa e del corpo tra 69 e 75 mm, la lunghezza dell'avambraccio tra 53 e 65 mm, la lunghezza della coda tra 17 e 21 mm, la lunghezza del piede tra 16 e 20 mm, la lunghezza delle orecchie tra 23 e 26 mm e un peso fino a 45 g.

### Aspetto
La pelliccia è corta.  Le parti superiori variano dal brunastro al rosso-arancione. Le parti ventrali sono più chiare. Una sottile linea più chiara si estende lungo la spina dorsale dalla zona tra le scapole fino alla base della coda. I fianchi sono privi di peli. Il naso  è privo escrescenze carnose, fortemente rigonfio e con le labbra superiori divise da un solco profondo, il quale mette in evidenza i grossi canini e gli incisivi affilati. Il mento è prominente ed ha due creste longitudinali, dove sono localizzate due tasche guanciali. Le orecchie sono brunastre, ricoperte di peli solo alla base, piegate in avanti, lunghe, strette, appuntite, separate e con un trago lobato. Le membrane alari sono lunghe, strette, appuntite, trasparenti e brunastre. La coda è lunga più della metà del femore e si estende oltre la metà dell'uropatagio. I piedi sono enormi e robusti. Il calcar è ben sviluppato. Emettono un forte odore di muschio. Il cariotipo è 2n=34 FNa=58.

### Ecolocazione
Emette ultrasuoni a basso ciclo di lavoro sotto forma di impulsi di breve durata a frequenza modulata iniziale di 70 kHz e finale di 40 kHz.

## Biologia

### Comportamento
Si rifugia nelle cavità degli alberi e negli edifici, talvolta insieme ad altri pipistrelli del genere Molossus. L'attività di caccia viene solitamente effettuata in piccoli gruppi.

### Alimentazione
Differentemente dal pipistrello pescatore maggiore, questa specie è prevalentemente insettivora. Si nutre di insetti acquatici in particolare coleotteri, emitteri, omotteri, lepidotteri e ditteri, catturati sopra corsi d'acqua e acquitrini.

### Riproduzione
Femmine gravide sono state catturate in agosto ed ottobre, mentre altre che allattavano sono state osservate nel mese di settembre. Danno alla luce un piccolo alla volta tra metà maggio e gli inizi di giugno. Gli accoppiamenti avvengono tra dicembre e gennaio.

## Distribuzione e habitat
Questa specie è diffusa dallo stato messicano meridionale del Chiapas, attraverso tutta l'America centrale e meridionale fino all'Argentina nord-orientale.
Vive nelle foreste tropicali fino a 1.100 metri di altitudine.

## Tassonomia
Sono state riconosciute 3 sottospecie:
- N.a.albiventris: Colombia centrale e meridionale, Venezuela, Guyana, Suriname, Guyana francese, Brasile, Ecuador, Perù, Bolivia settentrionale e centrale;
- N.a.cabrerai (Davis, 1976): Bolivia orientale, Paraguay, Argentina nord-orientale;
- N.a.minor (Osgood, 1910): stato messicano meridionale del Chiapas, Guatemala, El Salvador, Honduras, Nicaragua, Costa Rica, Panama, Colombia settentrionale, Venezuela nord-occidentale.

## Conservazione
La IUCN Red List, considerato il vasto areale, la popolazione presumibilmente numerosa, la presenza in diverse aree protette e la tolleranza alle modifiche ambientali, classifica N.albiventris come specie a rischio minimo (Least Concern)).